# Ricardo Kuzemka
Ricardo Daniel Kuzemka (Berisso, Provincia de Buenos Aires, Argentina, 24 de octubre de 1961) es un exfutbolista y entrenador argentino. Jugó de mediocampista. Fue el director técnico del Club Social y Atlético Guillermo Brown, donde consiguió el ascenso a la Primera B Nacional 2015.
Es hermano del también jugador de fútbol Walter Teodoro Kuzemka.

## Trayectoria
Ricardo Kuzemka jugaba de mediocampista central, en la función clásica de "5".
Pudo dirigir en la Primera División en dos ocasiones distintas, como director técnico interino para Gimnasia y Esgrima de La Plata. La primera fue en el Torneo Clausura 2005, luego de la renuncia de Carlos Ischia, partido en el que terminaría perdiendo contra Racing por 2 tantos contra 1.
En la segunda oportunidad, luego de la renuncia de Pedro Troglio, en el Torneo Clausura 2007. En esta ocasión dirigió tres partidos: primero ganó ante Independiente por 4 a 1, luego perdió 1 a 0 contra el puntero y futuro campeón del torneo, San Lorenzo; y finalmente dirigió un partido en la Copa Libertadores 2007, en el cual se impuso en calidad de local por 3 a 0, ante Defensor Sporting, quedando a un gol de la clasificación a segunda fase. Después se integraría al cuerpo técnico de Francisco Maturana como ayudante de campo, una vez que el DT colombiano asumiera definitivamente el plantel del 'Lobo' en dicho torneo.
Luego supo dirigir a Defensa y Justicia, club que milita en la Nacional B, en el cual cumplió una buena labor.
Más tarde vistió el buzo del Club Atlético Platense, el cual logró "zafar" del descenso de manera heroica.
Luego de tres años alejado de los canchas, volvió a dirigir de la mano de Cambaceres, club el cual milita en la Primera C del fútbol Argentino. El equipo transitaba un torneo con serias chances de ascenso hasta que, por cortocircuitos con la diligencia, Kuzemka presentó la renuncia. 
También dirigió en el Torneo Federal A al equipo de la ciudad de Puerto Madryn, Club Social y Atlético Guillermo Brown, equipo con el cual, acaba de lograr el ascenso a la Primera B Nacional.
En 2015 fue técnico de Almirante Brown.
En 2017 volvió a Cambaceres.

## Clubes como jugador
| Club                    | País      | Año       | PJ  | G   |
| ----------------------- | --------- | --------- | --- | --- |
| Gimnasia y Esgrima (LP) | Argentina | 1982-1987 | 188 | 17  |
| Junior de Barranquilla  | Colombia  | 1987-1988 | S/N | S/N |
| Instituto               | Argentina | 1988-1989 | 30  | 0   |
| Ferro Carril Oeste      | Argentina | 1989-1991 | 60  | 2   |
| Lanús                   | Argentina | 1991-1994 | 80  | 3   |
| Colón                   | Argentina | 1994-1996 | 44  | 1   |
| Atlético Tucumán        | Argentina | 1996-1997 | 6   | 0   |
| Total                   |           |           | 408 | 23  |

## Palmarés

### Títulos nacionales
| Equipo                  | País      | Título                       | Año  |
| ----------------------- | --------- | ---------------------------- | ---- |
| Gimnasia y Esgrima (LP) | Argentina | Ascenso a Primera División   | 1984 |
| Lanús                   | Argentina | Ascenso a Primera División   | 1992 |
| Colón                   | Argentina | Ascenso a Primera División   | 1995 |
| Guillermo Brown         | Argentina | Ascenso a Primera B Nacional | 2015 |